# Madurismo
El madurismo, también llamado chavo-madurismo, es un movimiento político surgido en Venezuela durante la década de 2010 basado en el gobierno del mandatario Nicolás Maduro desde 2013 y que representa actualmente la revolución bolivariana. Estuvo basado inicialmente en la reivindicación y continuación del chavismo, del cual Hugo Chávez fue arquitecto y principal exponente hasta su muerte, y que se basó a su vez en el bolivarianismo y el marxismo, sin embargo, con el paso del tiempo ha comenzado a girar menos en torno a la figura de Chávez y más en torno a la figura de Maduro.
A pesar de que en 2013 Nicolás Maduro negó la existencia del «madurismo», y que este adoptó elementos del antiguo chavismo en términos de ideología y algunos dirigentes políticos que los hacen similares, es un término independiente y utilizado por ministros de Chávez y Maduro para referirse a sus integrantes, estilo de gobierno y sus políticas implementadas. Ambos gobiernos han tenido políticas distintas (e incluso contrarias) respecto a la economía (del socialismo al capitalismo, según Bloomberg), y algunos de los principales representantes políticos del antiguo chavismo han dejado sus cargos durante el gobierno de Maduro. El madurismo es un movimiento político heterogéneo, que incluye a una variedad de grupos ideológicos.
Según el diario El Tiempo de Colombia, el madurismo comenzó en 2018 cuando, en el contexto de su candidatura presidencial de ese año, Maduro refundó el Movimiento Somos Venezuela, un movimiento y partido político aparte del Partido Socialista Unido de Venezuela, fundado por Chávez.
El término «madurismo» es usado mayoritariamente por opositores a Maduro, incluyendo al chavismo disidente, pues el madurismo en sí se considera lo mismo que el chavismo, por lo que es inusual que alguien se identifique como madurista.

## Características

### Críticas del chavismo opositor
La oposición chavista a Maduro se ha vuelto particularmente notoria desde 2017. Figuras importantes del chavismo que se oponen a Maduro cómo Rafael Ramírez, Juan Barreto, Walter Martínez, Andrés Izarra, Jorge Giordani, Mary Pili Hernández, Eva Golinger y María Alejandra Díaz, entre otros, han señalado que el madurismo y el chavismo serían corrientes antagónicas y opuestas, señalando contradicciones ideológicas, diferencias en la manera de gobernar entre Chávez y Maduro (criticando principalmente el autoritarismo madurista), el acercamiento de este último a políticas de corte derechista, y su antagonismo para con los chavistas críticos a su gestión de gobierno. En particular, Andrés Izarra declaró en 2023: «El madurismo usa la corrupción para controlar las ambiciones de los grupos que lo conforman. No lo puede castigar, porque el madurismo es la corrupción. Es un gobierno que se estructura sobre la corrupción».
Óscar Figuera, actual líder del Partido Comunista de Venezuela, declaró que el gobierno de Nicolás Maduro «para nosotros no es chavista, es un gobierno neoliberal; Chávez llegó para revertir el paquete neoliberal. Un gobierno neoliberal no puede ser chavista». A su vez, dijo que: «[Sí] constatamos una deriva cada vez más autoritaria del gobierno de Nicolás Maduro que se corresponde con la aplicación de los paquetes neoliberales porque quienes controlan el poder tienen que utilizar la fuerza represiva para mantener el control sobre el pueblo».

### Militarismo
Según el exministro de Chávez y Maduro, Rafael Ramírez, el madurismo está sostenido por una «élite militar». Durante el primer gobierno de Maduro, un tercio de los ministerios del país fueron manejados por militares activos o retirados.

## Relación con otras ideologías y fenómenos

### Bolivarianismo
Nicolás Maduro declaró en 2013 «Este proyecto es chavista» y que los movimientos en los cuales se basaba eran el «chavismo y bolivarianismo».

### Chavismo

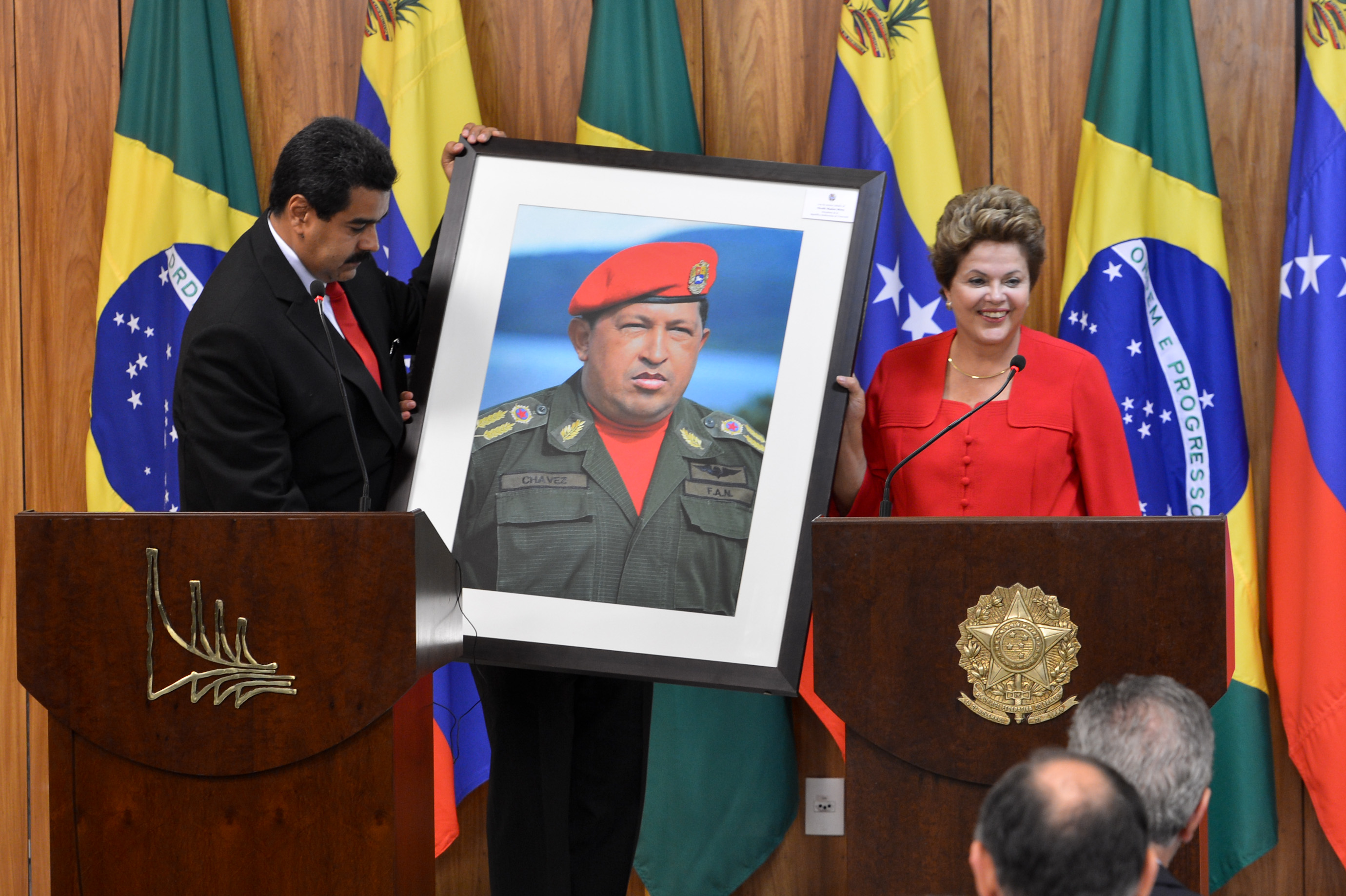
Maduro le obsequia a Dilma Rousseff un cuadro de Chávez.

Hugo Chávez fue el líder de la Revolución Bolivariana hasta su muerte en 2013, y dejó como sucesor a su vicepresidente Nicolás Maduro. Maduró negó en 2013 que hubiese o fuese a existir un «madurismo», sin embargo, el expresidente chavista Diosdado Cabello dijo en 2015 que «Maduro ha intentado crear una figura del madurismo». Maduro declaró en aquella ocasión que «somos, hemos sido y debemos ser revolucionarios, bolivarianos, patriotas y chavistas», y dijo que el proyecto de su gobierno se basaba en el plan de Chávez para Venezuela y en la Constitución de Venezuela de 1999.
A pesar de esto últimos dichos, Maduro tuvo intenciones públicas de cambiar la Constitución propuesta por los constituyentistas afines a Chávez en 1999, para lo cual decretó elecciones en 2017, donde se instaló una Asamblea Nacional Constituyente.
Nicolás Maduro ha continuado la retórica discursiva de Chávez sobre una guerra económica, como el gobierno ha descrito las políticas extranjeras orientadas a entorpecer la economía nacional.
Rafael Ramírez Carreño, exministro de Chávez y Maduro, describió en 2019 el «madurismo» como distinto al «chavismo».
El exministro de Chávez y Maduro, Andrés Izarra, escribió en Twitter en 2022: «Para refundar al chavismo, hay que derrotar primero al madurismo».
Izarra describió en una entrevista en 2023: «El sujeto político del madurismo es su élite mafiosa y el sujeto político del chavismo son el pueblo y las bases legales; el proyecto político del chavismo se expresa en la Constitución nacional y en el Plan de la Patria. Nada que ver con lo que preside el madurismo, que es perpetuarse en el poder y lucrarse de eso».

### Fascismo

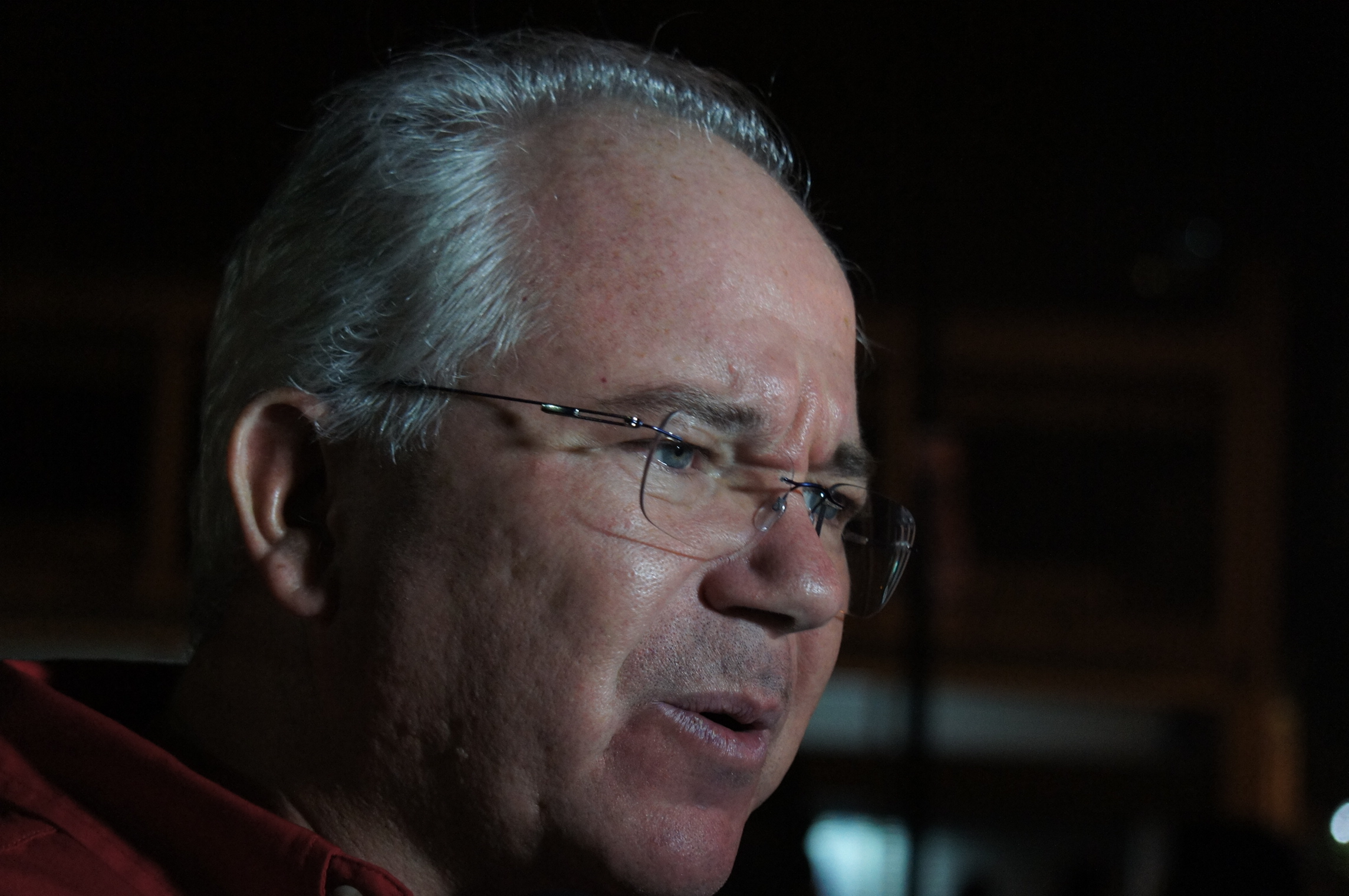
El exministro de Chávez y Maduro, Rafael Ramírez, le pidió en 2022 a Nicolás Maduro que se alejara del fascismo.

El gobierno de Maduro se autodeclara antifascista. Sin embargo, políticos desde la izquierda y la socialdemocracia venezolana hasta la derecha española, junto con la OEA, han relacionado a Maduro y sus políticas de gobierno con el fascismo.
El economista argentino Alberto Benegas Lynch, de la derecha política, declaró en 2017 «acaba de confirmarse el fascismo superlativo del dictador Nicolás Maduro al proponer el adefesio de una así denominada Asamblea Constituyente al mejor estilo de Benito Mussolini con sus consabidas corporaciones en reemplazo del Parlamento republicano».
El exministro Rafael Ramírez calificó de «fascismo» la intención de Diosdado Cabello de solicitar la lista de nombres para el referéndum revocatorio de 2022 contra Maduro; el exsenador y exgobernador Antonio Ledezma declaró en 2024, en el contexto de la aprobación de la Ley contra el Fascismo (que legaliza la inhabilitación a cargos públicos de todo el que sea considerado un fascista): «Maduro piensa, habla y actúa como un fascista, por lo tanto no cabe duda de que es un redomado fascista»; Isabel Díaz Ayuso, diputada y presidenta de la Comunidad de Madrid, declaró ese mismo año que «provocar el éxodo de 8 millones de personas» es «parecido al fascismo».
La Organización de los Estados Americanos (OEA) declaró en 2024 que la Ley Orgánica para la Defensa de la Guayana Esequiba promovida por Nicolás Maduro (donde Venezuela declara la Guayana Esequiba como otro estado más del país y declara traidores a aquellos que estén a favor de Guyana, legislando su inhabilitación a cargos públicos) como «fascista», al sustentarse en la alegación de amenazas externas y debido a que «cumple con sus cometidos de represión interna».

### Neoliberalismo
Aunque el gobierno de Maduro promulgó una ley que prohíbe el pensamiento neoliberal,el Partido Comunista de Venezuela y el periódico La Izquierda Diario afirmaron que Maduro tiene una ideología política neoliberal.
Según explica el profesor de Ciencias Políticas de la Universidad de York (Canadá) Antulio Rosales a la BBC «Es un sistema donde se permite al capital privado enriquecerse, pero en el que, simultáneamente, se socavan los derechos sociales, económicos y políticos de los ciudadanos para favorecer la permanencia en el poder de las élites gobernantes».